# Holbeck (Nottinghamshire)
Pour l’article homonyme, voir Holbeck.
Holbeck est un village du Nottinghamshire, en Angleterre.